# Eduardo Simian
Juan Eduardo Simian Gallet (Santiago, 16 de noviembre de 1915-Santiago, 14 de diciembre de 1995) fue un ingeniero y futbolista profesional chileno, ministro de Estado en la cartera de Minería del presidente Eduardo Frei Montalva, desde 1964 hasta 1966.

## Primeros años
Estudió en el Instituto Andrés Bello y en la Universidad de Chile de la capital, titulándose de ingeniero de minas en 1938. Dos años después formó parte del plantel que obtuvo el primer campeonato nacional de fútbol para Universidad de Chile. Su destacadísima participación como primer arquero del club llevó a que la prensa especializada lo llegara a considerar uno de los mejores jugadores de su puesto en la historia del fútbol chileno.

## Trayectoria política
Su experiencia en geología adquirida en los Estados Unidos llevó a que la estatal Corporación de Fomento de la Producción (Corfo) lo contratara en los años '40 para las explotaciones que se proyectaban para la zona austral del país. Como jefe del equipo perforador participó del descubrimiento del primer pozo petrolero en Magallanes, hecho ocurrido el 29 de diciembre de 1945.
En 1950 fue nombrado gerente de producción de la también estatal Empresa Nacional del Petróleo (Enap).
En el año 1964 Frei Montalva lo llamó para servir como ministro de Minería, cargo que mantendría hasta 1966. Durante su gestión se daría inicio al proceso llamado de Chilenización del Cobre. Cabe señalar que esta iniciativa legal, conocida también como de nacionalización pactada, fue enviada al Congreso Nacional en septiembre de 1965. Tras un arduo debate, el texto logró su aprobación en enero de 1966, dando lugar a la Ley 16.425 y la creación de la Corporación del Cobre, germen de la actual Corporación Nacional del Cobre de Chile (Codelco-Chile). Asimismo, en 1966 tuvo lugar la promulgación de la Ley 16.624 que creó las sociedades mixtas, la que consultaba la creación de empresas mineras participadas en un 51% por el Estado chileno.
En 1973 llegaría a ser gerente general de la propia Enap. En 1988 fue uno de los fundadores del movimiento político Independientes por el Consenso Democrático.

## Selección nacional
Fue internacional con la selección chilena durante el año 1939, participando en el Sudamericano en Perú donde disputó 3 partidos.

### Participaciones en el Campeonato Sudamericano
| Torneo                       | Sede | Resultado    | Partidos |
| ---------------------------- | ---- | ------------ | -------- |
| Campeonato Sudamericano 1939 | Perú | Cuarto lugar | 3        |

## Clubes
| Club                 | País  | Año       |
| -------------------- | ----- | --------- |
| Universidad de Chile | Chile | 1935-1940 |
| Universidad de Chile | Chile | 1942      |
| Universidad de Chile | Chile | 1946      |

## Palmarés

### Campeonatos nacionales
| Título           | Club                 | País  | Año  |
| ---------------- | -------------------- | ----- | ---- |
| Primera División | Universidad de Chile | Chile | 1940 |

### Distinciones individuales
| Distinción                                                                              | Año  |
| --------------------------------------------------------------------------------------- | ---- |
| Incluido dentro de las 50 mejores figuras históricas de Universidad de Chile por AS.com | 2016 |
| Incluido dentro de los mayores referentes históricos de Universidad de Chile            | 2017 |